# Хачикян, Спартак Еремович
Спартак Еремович Хачикян (1932—2005) — заслуженный архитектор Армении, лауреат Государственной премии СССР.

## Биография
Окончил Московский архитектурный институт в 1955 году. Член СА с 1962 г. Профессор ЕрАСИ, профессор Московского отделения Международной академии архитектуры. Заслуженный архитектор Армении. Член-корреспондент Инженерной академии Армении.
Руководитель архитектурной мастерской института «Армгоспроект» (1964—1979). Директор института «Гипроторг» (1979—1984). Начальник Управления жилгражданстроя Госстроя Арм. ССР (1984—1990).
Выставка работ в Национальном музее архитектуры в Ереване (1997). Академик инженерной Академии Армении.

## Работы
- Жилой дом Академии наук в Ереване, 1957. Соавтор: Артур Тарханян
- Проект нового города Абовяна, 1960. Соавторы: Артур Тарханян, Г. Погосян, Л. Черкезян
- Кинотеатр «Россия» (позднее «Айрарат») в Ереване, 1964. Соавторы: Артур Тарханян, Г. Погосян.
- Аэропорт Звартноц, 1980. Соавторы: Артур Тарханян, Л. Черкезян, Ж. Шехлян, А.Тигранян, А. Месчян.
- Дом молодёжи в Ереване, 1981 (снесен в 2006 году) Соавторы: Г. Погосян, Артур Тарханян, М. Закарян.
- Спортивно-концертный комплекс имени Карена Демирчяна, 1983. Соавторы: Артур Тарханян, Г. Погосян, Г. Мушегян.(скульптор Ф.Аракелян).
- Институты гуманитарных наук АН Арм. ССР в Ереване.
- Дом творчества Союза кинематографистов СССР в Дилижане. Артур Тарханян, Г. Погосян, Лия Сафарян.

## Награды
- Лауреат Всесоюзного смотра творчества молодых архитекторов (1962).
- Лауреат Всесоюзного смотра достижений советской архитектуры за 1973—1977 гг.
- Лауреат Всесоюзного смотра «Лучшая постройка года» (1982) (золотая медаль).
- Лауреат Всесоюзного смотра «Лучшее произведение года» (1985).
- Лауреат Всесоюзного фестиваля любительских фильмов «Вокруг Африки» (1963).
- Лауреат Всесоюзной выставки любительских фотографий (1965)
- Золотая медаль ВДНХ
- Премия Совета Министров СССР (кинотеатр «Россия» в Ереване — 1979 г.).
- Премия Ленинского комсомола (Дом молодежи в Ереване — 1981 г.).
- Лауреат Госпремии Армении (аэропорт «Звартноц» в Ереване — 1985 г.)
- Почетная грамота Президиума Верховного Совета Арм. ССР (1987).
- Государственная премия СССР (Спортивно-концертный комплекс в Ереване — 1987 г.).

## Галерея
- «Дом молодёжи» в Ереване (снесен)
- Спортивно-концертный комплекс имени Карена Демирчяна